# 当茹坦
当茹坦（法語：Danjoutin，法語發音：[dɑ̃ʒutɛ̃]）是法国勃艮第-弗朗什-孔泰大区贝尔福地区省的一个市镇，位于该省中部，贝尔福市区以南，属于贝尔福区。

## 地理
当茹坦（47°37'4"N, 6°51'50"E）面积5.65 平方千米，位于法国勃艮第-弗朗什-孔泰大區贝尔福地区省，该省份为法国东北部内陆省份，东临上莱茵省，北起孚日省，西接上索恩省，南与杜省和瑞士接壤。
与当茹坦接壤的市镇（或旧市镇、城区）包括：贝尔福、昂代尔南、巴维耶、佩鲁斯、韦兹卢瓦。

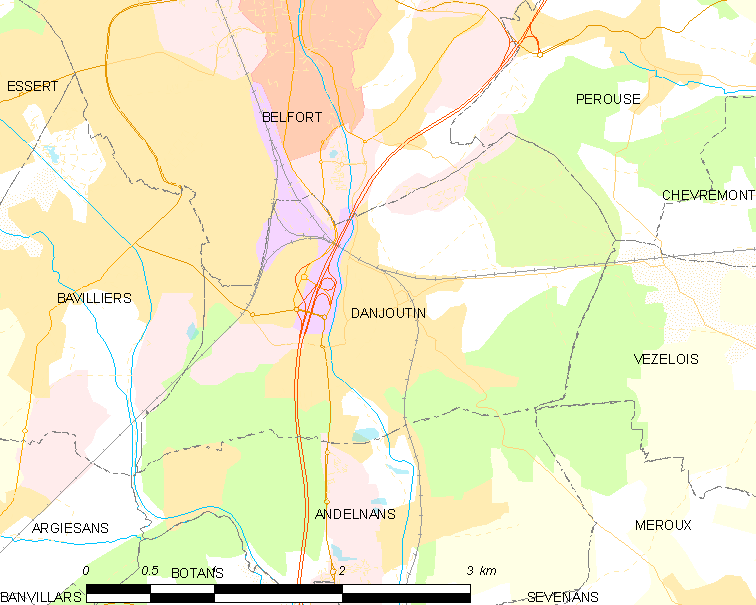
当茹坦的OSM定位图

当茹坦的时区为UTC+01:00、UTC+02:00（夏令时）。

## 行政
当茹坦的邮政编码为90400，INSEE市镇编码为90032。

## 政治
当茹坦所属的省级选区为巴维耶县。

## 人口

1962-2008年间当茹坦人口变化图示

当茹坦于2022年1月1日时的人口数量为3531人。